# Траво
Траво (итал. Travo) —  коммуна в Италии, располагается в регионе Эмилия-Романья, подчиняется административному центру Пьяченца.
Население составляет 2000 человек, плотность населения составляет 25 чел./км². Занимает площадь 80 км². Почтовый индекс — 29020. Телефонный код — 0523.
Покровителем города почитается святой Антонин из Пьяченцы, празднование 4 июля.